# Stunt Racer 64
Stunt Racer 64 est un jeu vidéo de course sorti en 2000 sur Nintendo 64. Le jeu a été développé par Boss Game Studios et édité par Midway.